# کانسالیدیتید بی-۲۴ لیبراتور
کانسالیدیتید بی-۲۴ لیبراتور (انگلیسی: Consolidated B-24 Liberator) یک بمب افکن سنگین ساخت شرکت هواپیماسازی کانسالیدیتید آمریکا بود.

## مشخصات فنی
منبع اطلاعات Quest for Performance
مشخصات عمومی
- خدمه: 11 (pilot, co-pilot, navigator, bombardier, radio operator, nose turret, top turret, 2 waist gunners, ball turret, tail gunner)
- طول: ۶۷ پیش‌پا 8 in (20.6 m)
- پهنای بال: 110 ft 0 in (33.5 m)
- ارتفاع: 18 ft 0 in (5.5 m)
- بال: مساحت 1,048 ft² (97.4 m²)
- ماهیواره: Davis 22% / Davis 9.3%
- وزن خالی: ۳۶٬۵۰۰ پوند (یکای جرم) (16,590 kg)
- وزن بارگیری: 55,000 lb (25,000 kg)
- بیشینه وزن برخاست: 65,000 lb (29,500 kg)
- پیشرانه هواگرد: ۴× پرت اند ویتنی آر-۱۸۳۰ تووین واسپ-35 or -۴۱ توربوشارژر موتور محوری, ۱٬۲۰۰ اسب بخار (900 kW)  هرکدام
- Zero-lift drag coefficient: 0.0406
- Drag area: ۴۲٫۵۴ فوت مربع (۳٫۹۵۲ متر مربع)
- نسبت منظری: ۱۱٫۵۵

 عملکرد 
- سرعت بیشینه: 290 mph (۲۵۰ گره (یکای سرعت), 488 km/h)
- سرعت پیمایش: 215 mph (187 kn, 346 km/h)
- سرعت استال: 95 mph (83 kn, 153 km/h)
- برد: 2,100 mi (۱٬۸۰۰ مایل دریایی (۳٬۳۰۰ کیلومتر))
- برد ترابری: 3,700 mi (۳٬۲۰۰ مایل دریایی (۵٬۹۰۰ کیلومتر))
- سقف پروازی: 28,000 ft (8,500 m)
- نرخ اوج‌گیری: 1,025 ft/min (5.2 m/s)
- بارگیری بال: 52.5 lb/ft² (256 kg/m²)
- نسبت قدرت به توده: 0.0873 hp/lb (144 W/kg)
- Lift-to-drag ratio: 12.9

جنگ‌افزار

- توپها: ۱۰ × .50 caliber (12.7 mm) ام۲ برونینگ in 4 turrets and two waist positions
- بمبها: ** Short range (˜۴۰۰ مایل [۶۴۰ کیلومتر]): ۸٬۰۰۰ پوند (۳٬۶۰۰ کیلوگرم)
  - Long range (˜۸۰۰ مایل [۱٬۳۰۰ کیلومتر]): ۵٬۰۰۰ پوند (۲٬۳۰۰ کیلوگرم)
  - Very long range (˜۱٬۲۰۰ مایل [۱٬۹۰۰ کیلومتر]): ۲٬۷۰۰ پوند (۱٬۲۰۰ کیلوگرم)